# Andrena negevana
Andrena negevana är en biart som beskrevs av Gusenleitner och Erwin Scheuchl 2000. Andrena negevana ingår i släktet sandbin, och familjen grävbin. Inga underarter finns listade i Catalogue of Life.